# بورجاويد (لوداب)
بورجاوید (بالفارسية: پورجاوید) هي قرية تقع في إيران في قسم لوداب الريفي. يقدر عدد سكانها بـ 0 نسمة بحسب إحصاء 2016.